# Atelopus vogli
Atelopus vogli — вид отруйних жаб родини ропухових (Bufonidae), що, можливо, вимер після 1933 року.

## Поширення
Вид був ендеміком  Венесуели. Відомий тільки з типового місцезнаходження у штаті Арагуа.

## Спосіб життя
Зустрічався у тропічному вологому низинному лісі і річках. Цей ліс був вирубаний, а на його місці залишилась савана. Незареєстрований з 1933 року і вважається вимерлим через втрату середовища існування.
Деталі збору дають змогу припустити, що вид збирався для розмноження у невеликий струмках. Детальнішої інформації про біологію виду немає.